# C-SCAN
C-SCAN é um algoritmo de agendamento de disco e é uma evolução do algoritmo SCAN (ou algoritmo do elevador).
Ele movimento a cabeça de leitura/gravação a partir do ponto onde ela está sempre num mesmo sentido, ou para o começo ou para o fim do disco, parando em todos os endereços por onde passa que estão na fila de leitura. Ao atingir o fim ou começo do disco, a cabeça de leitura é movida para o outro extremo (vai para o fim se estiver no começo do disco, ou vai para o começo se estiver no fim do disco) sem fazer nenhum leitura/gravação neste passo.
É justamente este passo de ir de um extremo a outro que diferencia o C-SCAN do SCAN. Com isto, o C-SCAN não privilegia endereços que estão mais pŕoximo do meio do disco, o que é um problema do algoritmo SCAN.